# Presbyterorum Ordinis
Presbyterorum Ordinis (с лат. — «Чин пресвитеров») — декрет Второго Ватиканского собора Католической церкви. Полное название — Декрет о служении и жизни пресвитеров «Presbyterorum Ordinis». Утверждён папой Павлом VI 7 декабря 1965 года, после того как он был одобрен на соборе. За финальный вариант документа высказалось 2 390 участников собора, против — 4. Своё название получил по принятой в католицизме практике по своим двум первым словам.
Декрет Presbyterorum Ordinis — один из девяти декретов Второго Ватиканского собора. Посвящён роли и задачам священников (пресвитеров) в Церкви.

## Структура
Декрет состоит из 22 статей, объединённых в 3 главы, предваряемых вступлением и завершаемых заключением и призыванием:
1. Вступление (статья 1)
2. Пресвитерат в миссии Церкви (статьи 2-3)
3. Служение Пресвитеров (статьи 4-11)
  1. Обязанности Пресвитеров (статьи 4-6)
  2. Отношение Пресвитеров к другим людям (статьи 7-9)
  3. Распределение Пресвитеров и призвания ко священству (статьи 10-11)
4. О жизни Пресвитеров (статьи 12-21)
  1. Призвание Пресвитеров к совершенству (статьи 12-14)
  2. Особые духовные требования в жизни Пресвитеров (статьи 15-17)
  3. Обеспечение жизни Пресвитеров (статьи 18-21)
5. Заключение и призывание (статья 22)

## Содержание
Декрет посвящён роли священников в Церкви, их обязанностям и возможностям. Первая глава в краткой форме показывает роль священников в миссии Церкви, вторая и третья развёрнуто описывают обязанности священников и требования которые к ним предъявляются, а также содержат наставления по наилучшей организации пастырской работы. Декрет подтверждает многие традиции и положения, принятые в Католической церкви, в частности священники обязываются в совершению Литургии Часов и ежедневных месс. Подтверждается принятая в Латинской церкви практика обязательного целибата священников, но в то же время подчёркивается, что эта практика не распространяется на священников Восточно-католических церквей.
Безбрачие, которое прежде лишь рекомендовалось священникам, было впоследствии в Латинской Церкви предписано законом всем, кого возводят в священный сан. Сей Святейший Собор вновь одобряет и подтверждает это законодательство в отношении предназначаемых к Пресвитерату.